# Beckley
Beckley ist eine City in und Sitz der Countyverwaltung (County Seat) von Raleigh County im US-Bundesstaat West Virginia. Das U.S. Census Bureau hat bei der Volkszählung 2020 eine Einwohnerzahl von 17.286 ermittelt. 
Die Stadt wurde von General Alfred Beckley, dem Gründer der Stadt, nach seinem Vater John J. Beckley, einem First Clerk der House of Representatives, benannt.

## Bildung
In Beckley haben die Mountain State University und die Concord University ihren Sitz. Außerdem ist das New River Community and Technical College hier beheimatet.
Im Ort befindet sich ein Museumsbergwerk, das auf die einstige Bedeutung der Region für den Steinkohlenbergbau hinweist.

## Söhne und Töchter der Stadt
- Clarence W. Meadows (1904–1961), Politiker, 22. Gouverneur von West Virginia
- Emery McClung (1910–1960), Musiker
- Hulett C. Smith (1918–2012), Politiker, 27. Gouverneur von West Virginia
- Cora Sue Collins (1927–2025), Schauspielerin und Kinderdarstellerin
- Chris Sarandon (* 1942), Schauspieler
- Tom Carper (* 1947), Politiker, US-Senator
- Nick Rahall (* 1949), Politiker, Mitglied im US-Repräsentantenhaus
- Chris Cline (1958–2019), Milliardär, Unternehmer und Philanthrop
- Kathleen Rooney (* 1980), Schriftstellerin